# 도요정
도요정(일본어: 東洋町)은 일본 고치현 동단에 있는 아키군의 정이다.
대부분이 산림으로 무로토아난 해안 국립공원에 포함된다. 태평양과 접한 리아스식 해안이 펼쳐지고 해안단구 지형으로 산들이 바다와 맞닿아 있다. 해안가의 띠 모양의 평지에 국도 55호선이 지나며 길을 따라 취락이 있다. 산업은 수산업 외에 임업과 과수 재배 등이 있다. 일찍이 가다랑어 잡이나 포경(고래잡이)도 행해졌고 현재는 연안 어업이 주요하다. 노네강 상류는 다우 지역으로 근세부터 양질의 목재를 생산했다.

## 지리

### 인접한 자치체
- 고치현
  - 무로토시
  - 아키군 기타가와촌

- 도쿠시마현
  - 가이후군 가이요정

## 역사
- 1959년 7월 1일 - 아키군 간노우라정·노네정이 합병해 도요정이 성립하였다.

## 교통

### 철도
- 아사 해안 철도 아사토선

### 도로
- 국도 55호선
- 국도 493호선